# Kinh tuyến gốc
Một kinh tuyến gốc ,(một đường kinh độ) trong hệ tọa độ địa lý mà tại đó kinh độ được xác định là 0°. Cùng nhau, một kinh tuyết gốc và một kinh tuyến nghịch (anti-meridian) của nó (kinh tuyết 180 độ) hình thành một đường tròn lớn bao quanh một hành tinh nào đó. Vòng tròn lớn này chia hình cầu Trái Đất thành hai bán cầu Trái Đất. Nếu sử dụng theo các hướng Đông và Tây từ một kinh tuyến gốc cho trước, chúng được gọi là Đông Bán cầu và Tây Bán cầu. Kinh tuyến gốc được quy ước sử dụng trên Trái Đất là kinh tuyến Greenwich.